# Johan Sparfwenfeldt
Johan Gabrielsson Sparfwenfeldt, före adlandet 1651 Sparf, född 15 oktober 1618 i Östergötland, död 15 oktober 1698 på Åbylunds säteri i Romfartuna, var en svensk militär.

## Biografi
Sparfwenfeldt var son till jägmästare Gabriel Sparf, som var i tjänst hos hertig Johan, och Catharina Andersdotter. Han blev furir vid livregementet till häst 1642,  korpral 1643 och vidare kvartermästare 1646. Han adlades i augusti 1651 för sina insatser med namnet Sparfwenfeldt. Ryttmästare blev han 1656 och major 1659, därefter överstelöjtnant 1673 och slutligen överste. Han tog avsked 1675 från det militära. 
Sparfwenfeldt gifte sig 1654 med Christina Uggla på Averstad i Värmland, dotter till Johan Uggla och Margareta Gyllenmärs, syster till lyrikern Bröms Gyllenmärs. I äktenskapet föddes sonen Johan Gabriel Sparfwenfeldt.